# Petrolisthes polychaetus
Petrolisthes polychaetus is een tienpotigensoort uit de familie van de Porcellanidae. De wetenschappelijke naam van de soort is voor het eerst geldig gepubliceerd in 2010 door Dong, Li & Osawa.